# Кікинда (община)

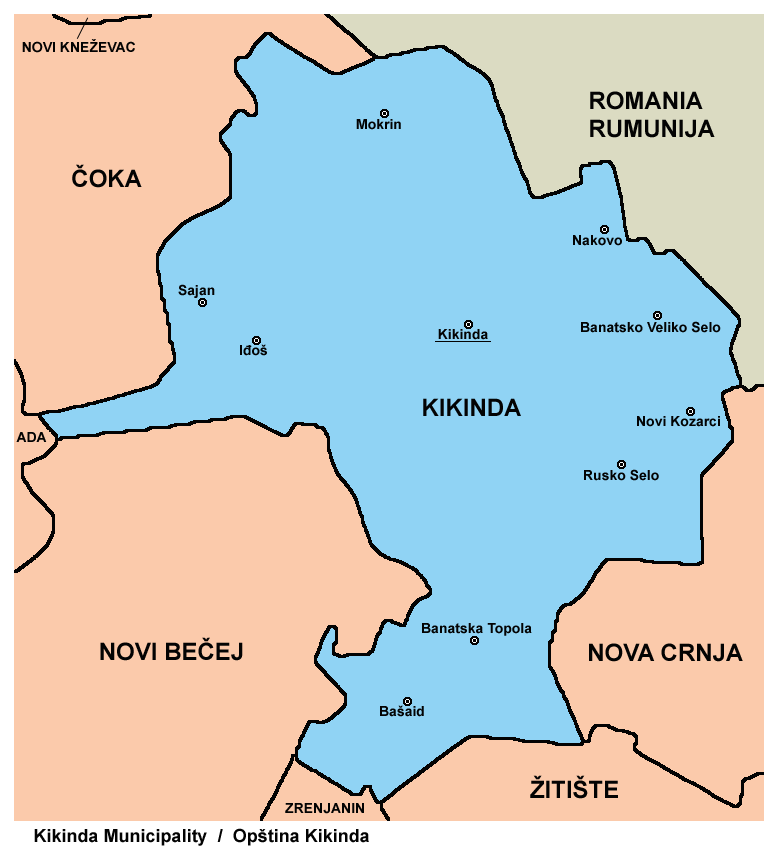

Общи́на Кі́кинда (серб. Општина Кикинда) — община в Сербії, в складі Південно-Банатського округу автономного краю Воєводина. Адміністративний центр — містечко Кікинда.

## Населення
Згідно з даними перепису 2002 року в общині проживало 67 002 особи, з них:
- серби — 76,4%
- угорці — 12,8%
- югослави — 2,5%
- цигани — 2,3%

Решту жителів  — зо два десятка різних етносів, зокрема: словаки, чорногорці, бунєвці, німці і до півсотні русинів-українців.

## Населені пункти
Община утворена з 10 населених пунктів (1 містечка та 9 сіл):
| №  | Населений пункт       | Площа, км² | Населення, осіб (2002, перепис) |
| -- | --------------------- | ---------- | ------------------------------- |
| 1  | Банатська Топола      | 120,4      | 1 066                           |
| 2  | Банатське Велике Село | 42,7       | 3 034                           |
| 3  | Башаїд                | 76,8       | 3 503                           |
| 4  | Іджош                 | 66,3       | 2 174                           |
| 5  | Кікинда1              | 189,0      | 41 935                          |
| 6  | Мокрин2               | 148,9      | 5 918                           |
| 7  | Наково                | 21,4       | 2 419                           |
| 8  | Нові Козарці          | 39,0       | 2 277                           |
| 9  | Руське Село           | 29,4       | 3 328                           |
| 10 | Саян                  | 54,1       | 1 348                           |

1 — містечко;
2 — колишнє містечко